# Волковыский, Николай Моисеевич
Никола́й Моисе́евич Волковы́ский (24 июля 1881 — не ранее августа 1940) — русский журналист и редактор, литератор русской эмиграции.

## Биография
Родился в семье провизора и владельца аптеки Моисея Самуиловича Волковыского и его жены Анны Ефимовны. Учился на историко-филологическом факультете Императорского Харьковского университета и историческом отделении Санкт-Петербургского университета. Регулярно начал печататься в 1902 году — в газете «Санкт-Петербургские ведомости». Сотрудник «Харьковского листка», «Санкт-Петербургских ведомостей», «Новостей» (покинул газету в 1905 году по политическим причинам), «Биржевых ведомостей», «Слова», «Утра России», «Русской молвы», «Рассвета» и других изданий. Был заведующим петроградским отделением газеты «Утро России», членом редакции «Биржевых новостей», редактором «Известий Центрального военно-промышленного комитета».
Вместе с Б. И. Харитоном был учредителем Дома Литераторов в Петрограде. Состоял членом правления петроградского Союза писателей. 10 августа 1921 года на похоронах Блока (через неделю после ареста поэта Николая Гумилёва) была сформирована делегация Союза писателей из пяти человек, включая Н. М. Волковыского, которая пошла к председателю Петроградского ЧК Б. А. Семёнову просить выпустить Гумилёва на поруки, что не увенчалось успехом.
Арестован в августе 1922 года одновременно с Е. А. Замятиным и Б. И. Харитоном. В ноябре выслан в Германию вместе с группой деятелей науки и культуры (А. С. Изгоев, Н. О. Лосский, А. Б. Петрищев, Л. М. Пумпянский, Б. С. Харитон и другими) и членами их семей.
С 1922 был сотрудником рижской газеты «Сегодня». Участвовал также в газетах «Дни» (Берлин), «Народная мысль», «Понедельник» (Рига), был постоянным берлинским корреспондентом «Эхо» (Каунас) с 1923 года. После прихода Гитлера к власти несколько месяцев 1933 года провёл в Праге.
С 1934 года жил в Варшаве, был корреспондентом «Сегодня», «Наше время» (Вильно) и других газет. Пользовался псевдонимами Т. Каренин, Сергей Меркулов, а также псевдонимами В. Я. Ирецкого (после его смерти), Д. Фащевский и Д. Ф..  В октябре 1939 года бежал в Кременец.
Последние сведения о нём относятся к августу 1940 года.

## Семья
- Брат — Григорий Моисеевич Волковыский (? — 1957), выпускник юридического факультета Санкт-Петербургского университета, судебный следователь, журналист, сотрудник редакции газеты «Дни»; масон, судья в ложе «Северная звезда»; умер во Франции.
- Брат — Арнольд Моисеевич Волковыский (1883, Одесса — 1918, Петроград), художник, архитектор, поэт, выпускник Императорской Академии художеств, автор книги стихов «Солнца поцелуи», вышедшей в Петербурге в 1914 году с иллюстрациями Натана Альтмана; участвовал в многочисленных выставках русской живописи, Еврейского общества поощрения художеств, «Мира искусства»[10].
- Двоюродный брат — Александр Сигизмундович Волковысский (1883—1961) — скульптор, сын врача-хирурга Сигизмунда Самуиловича Волковысского (1840—?)[11][12].
- Первая жена (брак заключён 3 апреля 1902 года в Гомеле) — Лидия Михайловна Волковыская (урождённая Лея Янкель-Мовшевна Фарбштейн, 1882, Белосток — ?)[13].
  - Сын — Михаил Николаевич Волковыский (31 декабря 1903 — 1986), поэт и шахматист, секретарь Ленинградского отделения Российской ассоциации пролетарских писателей — ЛАПП (1924)[14], первый директор Ленинградского городского шахматного клуба (ЛГШК) на улице Желябова (1937), международный арбитр, судья всесоюзной категории (1955); награждён орденом «Красная звезда» (1945)[15].
- Вторая жена — Мария Григорьевна Волковыская. Сын Юрий.